# 弗里德里希·布格繆勒
約翰·弗里德里希·法蘭茲·布格繆勒（德語：Johann Friedrich Franz Burgmüller；1806年12月4日—1874年2月13日）為德國作曲家、鋼琴家。他是家中的長男，其父親及弟弟諾伯特·布格繆勒都是音樂家。其父親在威瑪的戲劇院擔任指揮，而諾伯特則也是一位出色的作曲家，在當時，諾伯特的名聲甚至超越弗里德里希·布格繆勒。
布格繆勒最著名的作品為「25首練習曲」（25 Etüden）。因為所有的曲子手指都不需要張開超過一個八度，所以在日本等地為鋼琴初學者相當受歡迎的練習曲教材。其中的「阿拉貝斯克」（L'Arabesque）更是相當受歡迎的曲子。
布格繆勒也為歌劇《吉賽兒》（Giselle）創作了曲子，至今依然出現在演出中，被認為是布格繆勒最常被演奏的非鋼琴曲。除此之外，也有華爾茲、夜曲、波蘭舞曲、歌劇等，另外還有芭蕾舞劇，如《仙女》（La Péri）。

## 外部連結
- 弗里德里希·布格繆勒的免费乐谱，由国际乐谱典藏计划提供
- 弗里德里希·布格繆勒（德国国家图书馆目录相关文献）